# Étoile variable de type RV Tauri
ne doit pas être confondu avec l'étoile variable RV Tauri

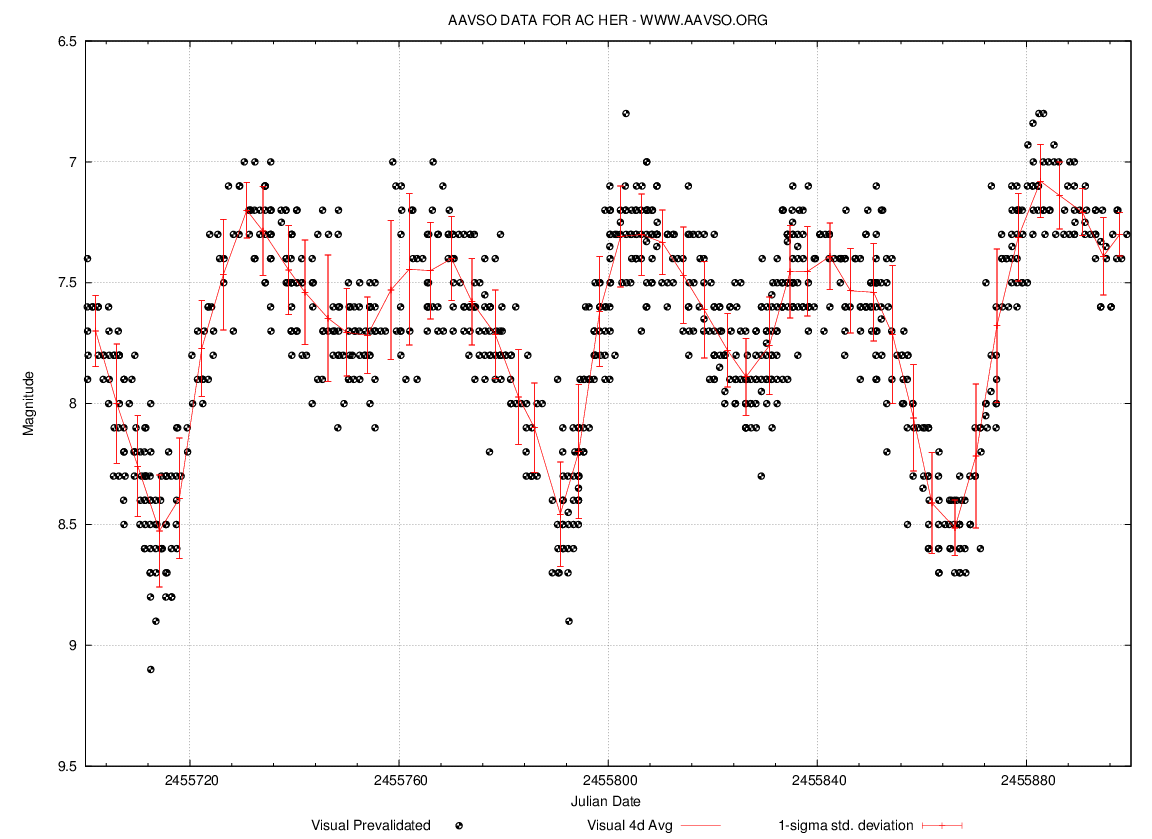
Courbe de lumière de AC Herculis, une variable de type RV Tauri tout à fait typique.

Les (étoiles) variables de type RV Tauri sont des étoiles variables lumineuses qui présentent des variations de luminosité particulières alternant des minima profonds et peu profonds.

## Histoire et découverte
L'astronome allemand Friedrich Wilhelm Argelander suivit les variations particulières de luminosité de R Scuti de 1840 à 1850. La variabilité de R Sagittae fut remarquée en 1859, mais ce ne fut pas avant la découverte de RV Tauri par l'astronome russe Lidiya Tseraskaya en 1905 que cette classe de variables fut reconnue comme distincte.
Trois groupes spectroscopiques ont été identifiés :
- A, GK-type avec des spectres de type G ou K, sans ambiguïté ;
- B, Fp(R), avec des spectres inconsistants, avec des caractéristiques des types F, G ou plus tardifs mélangés, plus des caractéristiques du carbone (type R) ;
- C, Fp, spectres particuliers avec en général de faibles raies d'absorption et sans fortes bandes du carbone.

Les étoiles de type RV Tauri sont également classées dans deux sous-types photométriques basés sur leur courbe de lumière :
- variables RVa : ce sont des variables RV Tauri dont la luminosité moyenne ne varie pas ;
- variables RVb : ce sont des variables RV Tauri qui présentent des variations périodiques de leur luminosité moyenne, et donc leurs maxima et leurs minima changent sur des échelles de temps allant de 600 à 1 500 jours.

Les sous-types photométriques ne doivent pas être confondus avec les sous-types spectroscopiques qui utilisent des lettres capitales, souvent abrégés en RV : RVA ; RVB et RVC. Le General Catalogue of Variable Stars utilise des acronymes constitués de lettres capitales pour identifier les types de variabilité, mais utilise aussi RVA et RVB pour noter les deux sous-types photométriques.

## Propriétés
Les variables de type RV Tau présentent des changements de luminosité qui sont liés aux pulsations radiales de leur surface. Leurs changements de luminosité sont aussi corrélés avec des changements de leur type spectral. Quand elles sont les plus lumineuses, les étoiles ont des types spectraux F ou G. A leur plus faible luminosité, leurs types spectraux changent en K ou M. La différence entre le maximum et le minimum de luminosité peut atteindre quatre magnitudes. La période des fluctuations de luminosité entre un minimum profond et le suivant est typiquement de l'ordre de 30 à 150 jours, et présente des minima alternativement primaires et secondaires, qui peuvent varier l'un par rapport à l'autre. Par comparaison avec les autres variables céphéides de type II telles que les variables de type W Virginis, cette période formelle est égale au double de la période de pulsation fondamentale. Par conséquent, bien que la limite approximative entre les variables W Vir et les variables RV Tau corresponde à la période de pulsation fondamentale de 20 jours, les variables RV Tau sont typiquement décrites avec des périodes allant de 40 à 150 jours.
Les pulsations rendent l'étoile plus chaude et plus petite environ à mi-chemin entre le minimum primaire et le maximum. Les températures les plus froides sont atteintes à proximité du minimum profond. Quand la luminosité s'accroît, les raies d'émission de l'hydrogène apparaissent dans le spectre et beaucoup de raies spectrales deviennent doubles, à cause de l'onde de choc dans l'atmosphère. Les raies d'émission disparaissent quelques jours après le maximum de luminosité.
Le prototype de ces variables, RV Tauri est une variable de type RVb qui présente des variations de luminosité entre les magnitudes +9,8 et +13,3 avec une période formelle de 78,7 jours. Le membre le plus brillant de la classe, R Scuti, est de type RVa, avec une magnitude apparente variant entre 4,6 et 8,9 et une période formelle de 146,5 jours. AC Herculis est un exemple de variable de type RVa.
La luminosité des variables RV Tau vaut typiquement quelques milliers de fois celle du Soleil, ce qui les place à l'extrémité haute de la bande d'instabilité des variables W Virginis. Par conséquent, les variables de type RV Tau et les variables de type W Vir sont parfois considérées comme une sous-classe des céphéides de type II. Elles présentent des relations entre leurs périodes, masses et luminosités, bien qu'avec moins de précision que les variables céphéides plus conventionnelles. Leurs spectres apparaissent être celui de supergéantes, habituellement Ib, parfois Ia, mais leurs luminosités réelles sont seulement de quelques milliers de fois celles du Soleil. La classe de luminosité de supergéantes est due à une très faible gravité de surface sur des étoiles pulsantes de faible masse et à l'atmosphère raréfiée.
Les variables semi-régulières « jaunes » de type SRd apparaissent être étroitement liées aux variables de type RV Tauri, et en partagent largement les propriétés physiques. Cependant, contrairement aux variables de type RV Tauri, les irrégularités dans la courbe de lumière des variables de type SRd ne permettent pas de distinguer une alternance entre minima profonds et peu profonds.

## Évolution

Le trajet d'évolution d'une étoile de masse et de métallicité solaires, de la séquence principale jusqu'à l'état post-AGB

Les variables de type RV Tauri sont des étoiles très lumineuses et on leur attribue typiquement la classe de luminosité d'une supergéante. Cependant ce sont des objets de masse relativement faible, et non de jeunes étoiles massives. On pense qu'il s'agit d'étoiles qui ont débuté leur vie de façon similaire au Soleil et ont maintenant évolué jusqu'à la fin de la branche asymptotique des géantes (AGB). Les étoiles AGB tardives deviennent de plus en plus instables, présentent de fortes variations de luminosité comme les variables de type Mira, subissent des pulsations thermiques lorsque les coquilles internes d'hydrogène et d'hélium brûlent en alternance, et perdent rapidement de la masse. Ensuite, la coquille d'hydrogène devient trop proche de la surface et est incapable de déclencher de nouvelles pulsations à partir de la coquille plus profonde d'hélium et l'intérieur chaud commence à être révélé par la perte des couches externes. Ces objets post-AGB commencent à devenir plus chauds, avant de devenir une naine blanche et éventuellement une nébuleuse planétaire.
Comme une étoile post-AGB se réchauffe au cours du temps, elle finit par traverser la bande d'instabilité et elle se met à pulser de la même façon qu'une variable céphéide conventionnelle. On pense qu'il s'agit des étoiles de type RV Tauri. De telles étoiles sont clairement des étoiles de population II déficientes en métaux puisqu'il faut environ 10 milliards d'années à des étoiles de cette masse pour évoluer au-delà du stade AGB. Leurs masses sont maintenant inférieures à 1 M☉ même pour des étoiles qui étaient initialement de type B sur la séquence principale.
Bien que la traversée de la bande d'instabilité d'une étoile post-AGB doive se dérouler sur une période mesurée en milliers d'années, ou des centaines d'années pour les exemples les plus massifs, les étoiles RV Tau connues ne montrent pas l'accroissement séculaire de température qui est attendu. Le progéniteur de la séquence principale de ce type d'étoiles a une masse proche de celle du Soleil, bien qu'elles aient déjà perdu environ la moitié de leur masse lors des phases de géante rouge et d'AGB[pas clair]. On pense aussi que ce sont majoritairement des binaires entourées par un disque de poussières.

## Membres les plus brillants
En 2009, on connaissait un peu plus de 100 étoiles RV Tauri. Les plus brillantes étoiles de type RV Tauri sont listées ci-dessous.
| Étoile  | Plus forte Magnitude | Plus faible Magnitude | Période (en jours) | Distance, période–luminosité (en parsecs) | Luminosité, (L☉) |
| ------- | -------------------- | --------------------- | ------------------ | ----------------------------------------- | ---------------- |
| R Sct   | 4,9                  | 6,9                   | 140,2              | 750 ± 290                                 | 9400 ± 7100      |
| U Mon   | 5,1                  | 7,1                   | 92,26              | 770 ± 280                                 | 3800 ± 2700      |
| AC Her  | 6,4                  | 8,7                   | 75,4619            | 1130 ± 390                                | 2400 ± 1600      |
| V Vul   | 8,1                  | 9,4                   | 75,72              |                                           |                  |
| AR Sgr  | 8,1                  | 12,5                  | 87,87              |                                           |                  |
| SS Gem  | 8,3                  | 9,7                   | 89,31              |                                           |                  |
| R Sge   | 8,5                  | 10,5                  | 70,594             |                                           |                  |
| AI Sco  | 8,5                  | 11,7                  | 71,0               |                                           |                  |
| TX Oph  | 8,8                  | 11,1                  | 135                |                                           |                  |
| RV Tau  | 8,8                  | 12,3                  | 76,698             | 2170 ± 720                                | 3700 ± 2600      |
| SX Cen  | 9,1                  | 12,4                  | 32,967             | 5200 ± 1600                               | 600 ± 400        |
| UZ Oph  | 9,2                  | 11,8                  | 87,44              |                                           |                  |
| TW Cam  | 9,4                  | 10,5                  | 85,6               | 2700 ± 260                                | 3000 ± 600       |
| TT Oph  | 9,4                  | 11,2                  | 61,08              |                                           |                  |
| UY CMa  | 9,8                  | 11,8                  | 113,9              | 8400 ± 3100                               | 4500 ± 3300      |
| DF Cyg  | 9,8                  | 14,2                  | 49.8080            |                                           |                  |
| CT Ori  | 9,9                  | 11,2                  | 135,52             |                                           |                  |
| SU Gem  | 9,9                  | 12,2                  | 50,12              | 2110 ± 660                                | 1200 ± 770       |
| HP Lyr, | 10,43                |                       | 70,4               | 6700 ± 380                                | 3900 ± 400       |
| Z Aps   | 10,7                 | 12,7                  | 37,89              |                                           |                  |

L'estimation de la distance de TW Cam pourrait être trop grande.

R Sct pourrait être moins lumineuse que ne l'indique le tableau. Elle pourrait être une étoile AGB à impulsions thermiques, observée dans une phase de combustion de l'hélium plutôt qu'une étoile post-AGB.